# Belén de Třebechovice

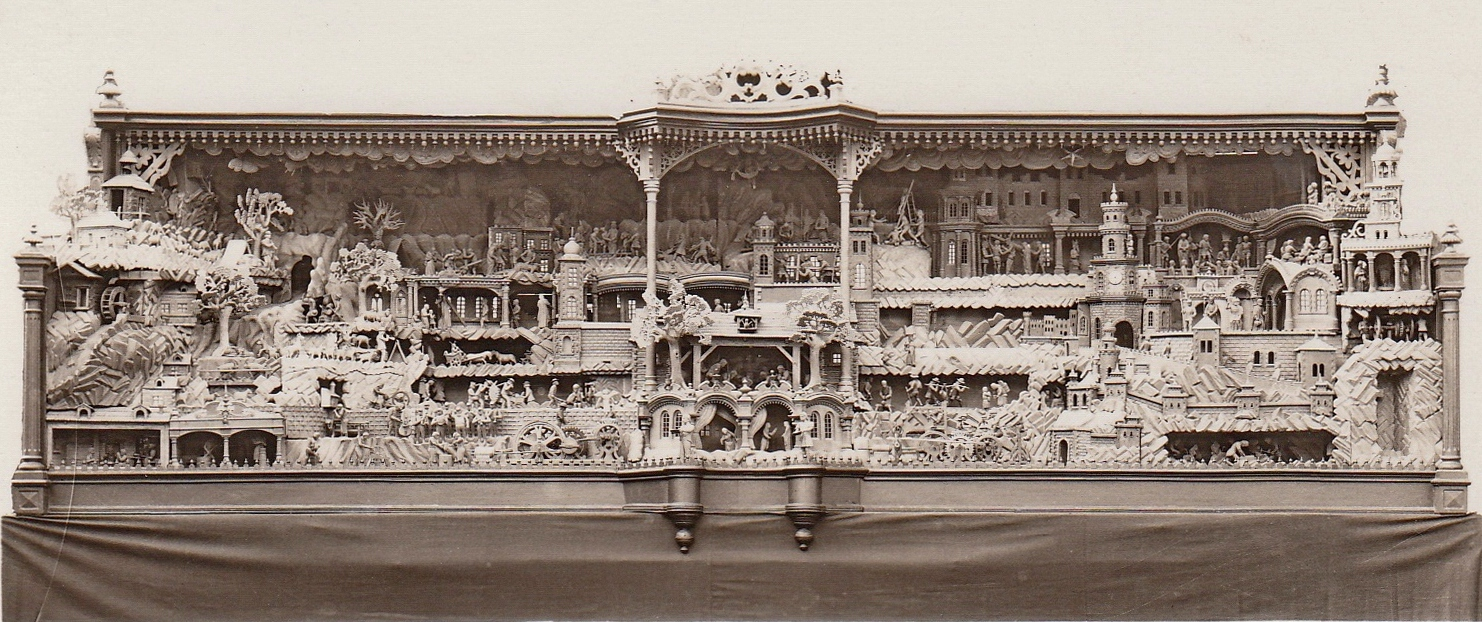
Belén de Třebechovice, ca 1935-1936

El Belén de Třebechovice (también Belén de Probošt) es un belén mecánico de madera. Fue construido por Josef Probošt (1849–1926), Josef Kapucián (1841–1908) y Josef Friml (1861–1946) a finales del siglo XIX. En 1999, el Belén de Třebechovice fue declarado monumento cultural nacional de la República Checa. El dueño de belén es actualmente la ciudad de Třebechovice pod Orebem, en la Región de Hradec Králové, y forma parte de la colección del Museo de los belenes de Třebechovice, que se reabrió en 2013 en un nuevo edificio. El nombre de belén viene de la ciudad de Třebechovice pod Orebem o del entallador Josef Probošt, quién empezó esta obra.